# Coquillettidia aurea
Coquillettidia aurea är en tvåvingeart som först beskrevs av Edwards 1915.  Coquillettidia aurea ingår i släktet Coquillettidia och familjen stickmyggor. Inga underarter finns listade i Catalogue of Life.